# Lockheed X-7

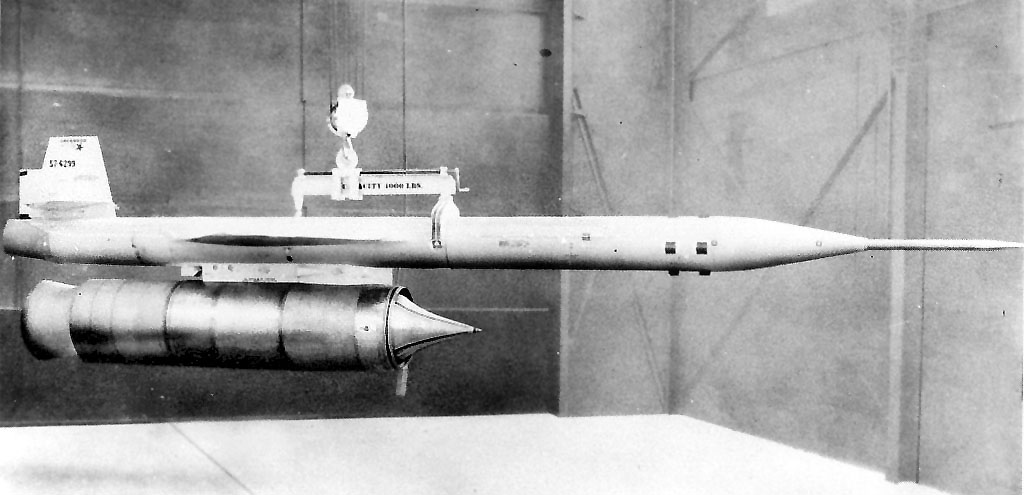
Lockheed X-7.

El Lockheed X-7 era un banco de pruebas no tripulado para estatorreactores y tecnología de guía de misiles. Era transportado por un B-29 o B-50 Superfortress. El impulsor auxiliar se iniciaba tras el lanzamiento e impulsaba la aeronave hasta los 1.625 km/h. Luego, el impulsor era desechado y el estatorreactor comenzaba a funcionar en ese momento.
Finalmente, el X-7 regresaba a tierra, en un descenso en paracaídas. Se alcanzó una velocidad máxima de 3.250 km/h, fijando el récord de velocidad para un avión de reacción. Se realizaron un total de 130 vuelos entre abril de 1951 y julio de 1960.

## Especificaciones del X-7A-1

### Generales
- Tripulación: Ninguno
- Longitud: 9,98 m
- Envergadura: 3,66 m
- Altura: 2,1 m
- Peso cargado: 3.600 kg
- Planta motriz: 
  - Impulsor: cohete de combustible sólido Alleghany Ballistics Laboratories X202-C3 de 467 kN de empuje
  - Sustentador: varios estatorreactores en pruebas

### Rendimiento
- Velocidad máxima: Mach 4,31 (4.610 km/h)
- Techo de vuelo: 32.317 m

### Desarrollos relacionados
- Q-5 Kingfisher

### Aeronaves similares
- Bomarc

### Secuencias de designación
- Secuencia X-_ (Aviones eXperimentales estadounidenses, 1948-presente): ← X-4 - X-5 - X-6 - X-7 - X-8 - X-9 - X-10 →
- Secuencia PTV-A-_ (Cohetes y misiles de la USAF, 1947-1951 (Vehículos de pruebas de propulsión)): PTV-A-1

### Listas relacionadas
- Anexo:Aeronaves de la Fuerza Aérea de los Estados Unidos (históricas y actuales)